# Сенаторы от департамента Кальвадос
В соответствии с законодательством Франции избрание сенаторов осуществляется коллегией выборщиков, в которую входят депутаты Национального собрания, члены регионального и генерального советов, а также делегаты от муниципальных советов. Количество мест определяется численностью населения. Департаменту Кальвадос в Сенате выделено 3 места. В случае, если от департамента избирается 3 и более сенаторов, выбор осуществляется среди списков кандидатов по пропорциональной системе с использованием метода Хэйра. Список кандидатов должен включать на 2 имени кандидата больше, чем число мандатов, и в составе списка должны чередоваться мужчины и женщины.

## Результаты выборов 2020 года
В выборах сенаторов 2020 года участвовали 7 списков кандидатов и 2063 выборщика.
|  | Лидер списка          | Политическая направленность                                               | Получено голосов | %     | Кол-во мест | +/- (к 2014 г.) |
|  | --------------------- | ------------------------------------------------------------------------- | ---------------- | ----- | ----------- | --------------- |
|  | Соня де ла Провоте    | Центристы, Республиканцы, Разные правые, Союз демократов и независимых    | 925              | 45,54 | 2           | 0               |
|  | Коринн Фере           | Социалистическая партия, Коммунистическая партия, Европа Экология Зелёные | 533              | 26,24 | 1           | 0               |
|  | Паскаль Серар         | Разные центристы, Вперёд, Республика!                                     | 314              | 15,46 | 0           | 0               |
|  | Франк Гегенья         | Радикальная левая партия, Разные левые                                    | 84               | 4,14  | 0           | 0               |
|  | Эмманюэль Норбер-Куад | Национальное объединение                                                  | 80               | 3,94  | 0           | 0               |
|  | Ксавье Ле Кутур       | Разные левые                                                              | 74               | 3,64  | 0           | 0               |
|  | Брюно Иру             | Крайне правые                                                             | 21               | 1,03  | 0           | 0               |

## Результаты выборов 2014 года
В выборах сенаторов 2014 года участвовали 9 списков кандидатов и 2030 выборщиков.
|  | Лидер списка     | Политическая направленность                       | Получено голосов | %     | Кол-во мест | +/- (к 2008 г.) |
|  | ---------------- | ------------------------------------------------- | ---------------- | ----- | ----------- | --------------- |
|  | Жан-Леонс Дюпон  | Союз демократов и независимых, Разные правые      | 660              | 33,23 | 1           | 0               |
|  | Паскаль Ализар   | Союз за народное движение, Разные правые          | 498              | 28,08 | 1           | -1              |
|  | Франсуа Обе      | Социалистическая партия, Радикальная левая партия | 487              | 24,52 | 1           | +1              |
|  | Мари-Жанна Гобер | Коммунистическая партия                           | 92               | 4,63  | 0           | 0               |
|  | Филипп Шарпон    | Национальный фронт                                | 90               | 4,53  | 0           | 0               |
|  | Жюльен Шампен    | Разные правые                                     | 74               | 3,73  | 0           | 0               |
|  | Дени Жагю        | Европа Экология Зелёные                           | 68               | 3,42  | 0           | 0               |
|  | Седрик Сюзанн    | Разные                                            | 12               | 0,60  | 0           | 0               |
|  | Патрик Леваше    | Разные                                            | 5                | 0,25  | 0           | 0               |

## Сенаторы (2020-2026)
- Соня де ла Провоте (Центристы), бывший первый вице-мэр Кана
- Паскаль Ализар (Республиканцы), мэр города Конде-сюр-Нуаро
- Коринн Фере (Социалистическая партия), член Совета департамента Кальвадос, бывший первый вице-мэр Кана

## Сенаторы (2014-2020)
- Жан-Леонс Дюпон (Союз демократов и независимых), президент Генерального совета департамента Кальвадос  (с 28.09.2014 по 01.10.2017, невозможность совмещения мандатов)
- Паскаль Ализар (Союз за народное движение/Республиканцы), мэр города Конде-сюр-Нуаро
- Франсуа Обе (Социалистическая партия), мэр города Мезидон-Канон (с 28.09.2014 по 11.06.2015, отставка)

- Коринн Фере (Социалистическая партия), член Совета департамента Кальвадос (с 12.06.2015)
- Соня де ла Провоте (Союз демократов и независимых), член Совета департамента Кальвадос  (с 01.10.2017)

## Сенаторы (2008-2014)
- Жан-Леонс Дюпон (Новый центр), первый вице-президент Генерального совета департамента Кальвадос
- Амбруаз Дюпон (Союз за народное движение), вице-президент Генерального совета департамента Кальвадос
- Рене Гаррек (Союз за народное движение), бывший президент Совета региона Нижняя Нормандия.